# شهرستان لادن (ویرجینیا)
شهرستان لادن (به انگلیسی: Loudoun County) (‎/ˈlaʊdən/‎ LOWD-ən) یک شهرستان در ایالات متحده آمریکا است که در ایالت ویرجینیا واقع شده‌است. شهرستان لادن ۱٬۳۴۹٫۳۹ کیلومتر مربع مساحت دارد.